# 利物浦大学维多利亚大厦
利物浦大学维多利亚大厦（Victoria Building, University of Liverpool）位于英国默西塞德郡利物浦 Brownlow Hill 和 Ashton 街的街角，是英国二级登录建筑，由阿尔弗雷德沃特豪斯设计，1892年竣工这是第一座专为利物浦大学修建的建筑，用做行政、教学，公共休息室和图书馆。该建筑是红砖大学术语的由来。2008年改为博物馆和美术馆。